# دیابلو ۴: مخزن نفرت
دیابلو ۴: مخزن نفرت (انگلیسی: Diablo IV: Vessel of Hatred) یک بسته الحاقی بزرگ برای بازی نقش‌آفرینی اکشن و سیاهچال‌گردی دیابلو ۴ است. این بسته در تاریخ ۷ اکتبر ۲۰۲۴ برای پلتفرم‌های پلی‌استیشن ۴ و پلی‌استیشن ۵، ایکس‌باکس وان و ایکس‌باکس سریز X و S، و ویندوز منتشر شد.
در منطقه جدید ناهانتو، جنگلی که توسط فساد و نیروهای تاریک فراگرفته شده، مخزن نفرت روایت‌ها و چالش‌های جدیدی را در عالم دیابلو کاوش می‌کند. این بسته الحاقی کلاس اسپیریت‌برن را معرفی می‌کند، یک شخصیت چندمنظوره با توانایی‌هایی برگرفته از جنگجویان باستانی جنگل. بازیکنان همچنین یک سیاهچال پایانی جدید برای بازی همکاری را تجربه می‌کنند، همراه با مجموعه‌ای از آیتم‌ها، توانایی‌ها و ارتقاهای جدید در سیستم پرگون. این بسته الحاقی با هدف عمیق‌تر کردن داستان مکان مقدس، ادامه داستان دیابلو ۴ و گسترش دنیای آن است.
مخزن نفرت از سوی منتقدان با نقدهای کلی مثبت مواجه شده است. این بسته الحاقی برای گیم‌پلی و بهبود کیفیت زندگی بازی مورد تحسین قرار گرفته است. به‌ویژه به‌روزرسانی‌های سیستم سطح‌گیری و لوت، و همچنین کلاس شخصیت جدید. منتقدان داستان، شخصیت‌ها و پیشرفت‌های پلات را، علیرغم کمبود محتوا، جذاب توصیف کرده‌اند.

## گیم پلی
مخزن نفرت گیم‌پلی اصلی دیابلو ۴ را گسترش می‌دهد. منطقه جدید ناهانتو یک محیط جنگلی با دشمنان جدید است، شامل حشرات هیولایی و انسان‌واره‌های فاسد، که هر کدام الگوهای حمله متمایزی دارند. این محیط شامل پوشش گیاهی انبوه و زمین‌های خطرناک است.
ین بسته الحاقی یک سیاهچال پایانی جدید برای بازی همکاری طراحی کرده است. این چالش چندمرحله‌ای نیاز دارد بازیکنان توانایی‌ها و استراتژی‌های خود را هماهنگ کنند تا بر امواج دشمنان و باس‌ها غلبه کنند.اتمام موفقیت‌آمیز سیاهچال، بازیکنان را با لوت و عناوین پاداش می‌دهد. آیتم‌سازی شامل آیتم‌های افسانه‌ای جدید و جنبه‌هایی است که پاداش‌ها و اثرات جدیدی برای بیلدهای تخصصی ارائه می‌دهند. علاوه بر این، سیستم پرگون با تخته‌ها و گلیف‌های اضافی ارتقا یافته که فرصت‌های بیشتری برای سفارشی‌سازی شخصیت فراهم می‌کند.